# Oriol Junqueras

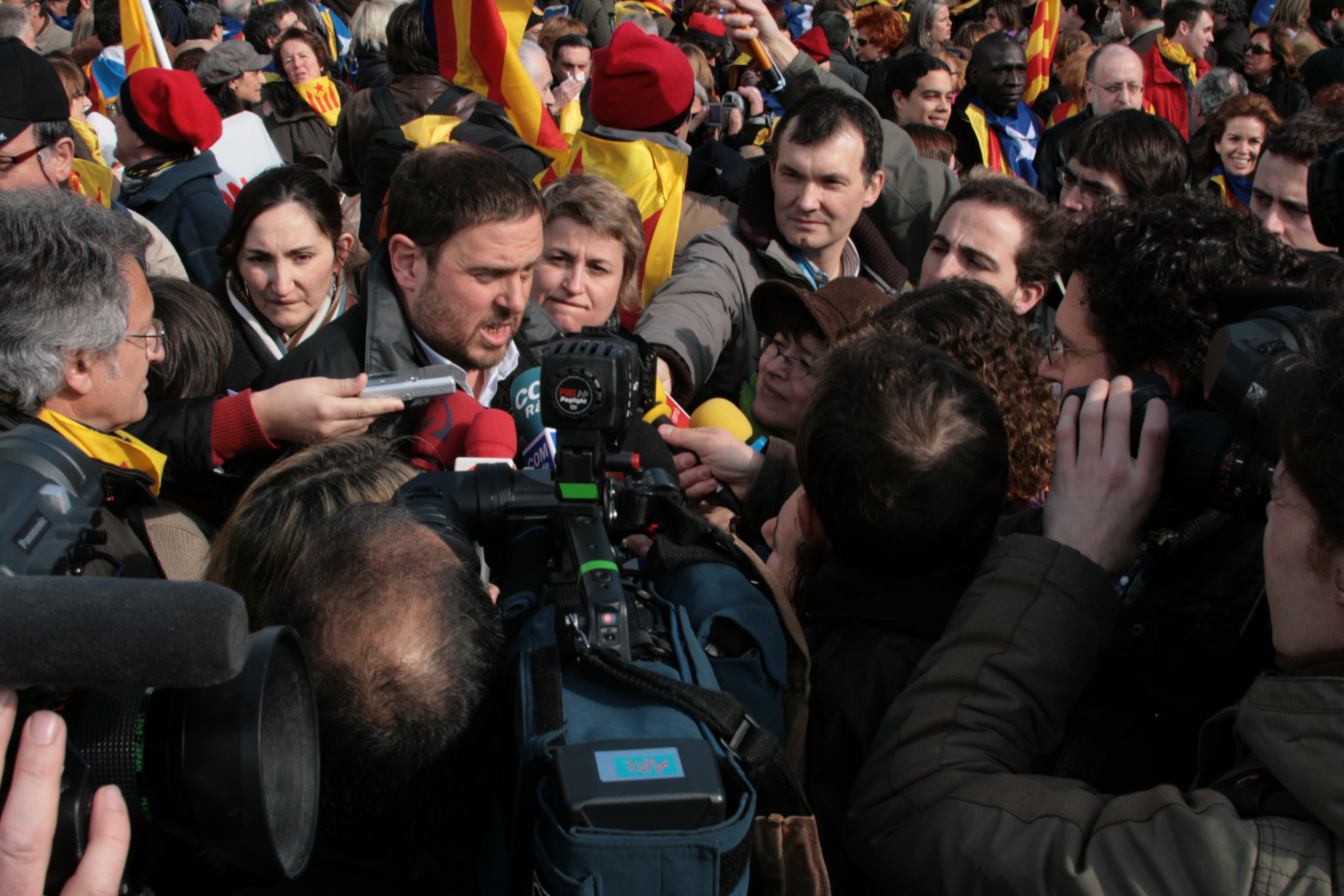
Oriol Junqueras podczas demonstracji na rzecz samostanowienia Katalończyków w Brukseli w 2009

Oriol Junqueras i Vies (ur. 11 kwietnia 1969 w Barcelonie) – hiszpański i kataloński polityk, historyk oraz nauczyciel akademicki, propagator niepodległości Katalonii, deputowany do Parlamentu Europejskiego, parlamentarzysta krajowy, przewodniczący Republikańskiej Lewicy Katalonii, wicepremier w rządzie regionalnym.

## Życiorys
Uzyskał licencjat z historii najnowszej i współczesnej oraz doktorat z historii myśli ekonomicznej na Uniwersytecie Autonomicznym w Barcelonie. Został nauczycielem akademickim w katedrze historii najnowszej i współczesnej UAB. Jako historyk współpracował w charakterze konsultanta i komentatora z programami En Guàrdia, El nas de Cleòpatra (Catalunya Ràdio), Minoria absoluta, Tu Diràs i El favorit (m.in. w RAC 1 i TV3).
Został współpracownikiem inicjatywy Sobirania i Progrés. W styczniu 2009 nominowany przez Republikańską Lewicę Katalonii (ERC) na lidera współtworzonej przez tę partię listy Esquerra dels Pobles-Verds w wyborach do PE. W głosowaniu z czerwca 2009 uzyskał mandat eurodeputowanego, przystępując do grupy zielonych i regionalistów. Mandat sprawował do 31 grudnia 2011.
Został później posłem do katalońskiego parlamentu (utrzymując mandat w następnych wyborach) i przewodniczącym ERC. W 2016 objął stanowisko wiceprzewodniczącego Generalitat de Catalunya oraz ministra finansów i gospodarki w regionalnym rządzie. Gabinet ten został odwołany w październiku 2017 decyzją hiszpańskiego premiera. 2 listopada 2017 został tymczasowo aresztowany razem z grupą innych byłych ministrów katalońskich pod zarzutami m.in. wszczęcia buntu. Proces w tej sprawie rozpoczął się w lutym 2019.
W wyborach z kwietnia tego samego roku, pozostając osobą tymczasowo aresztowaną, uzyskał mandat posła do Kongresu Deputowanych. W maju 2019 został natomiast wybrany do PE IX kadencji jako lider listy wyborczej Ahora Repúblicas, nie objął jednak początkowo mandatu z uwagi na spór co do legalności jego wyboru.
W październiku 2019 został uznany za winnego przestępstw związanych z buntem i sprzeniewierzeniem środków publicznych; skazano go na karę 13 lat pozbawienia wolności, orzekając też zakaz pełnienia funkcji publicznych. W grudniu 2019 Trybunał Sprawiedliwości Unii Europejskiej uznał, że politykowi przysługuje immunitet jako eurodeputowanemu, chociaż nie mógł formalnie objąć mandatu. Na początku stycznia 2020 Parlament Europejski uznał go za legalnie wybranego europosła ze skutkiem od początku kadencji. Ostatecznie jednak przewodniczący PE wygasił jego mandat (ze skutkiem na 2 stycznia 2020). W czerwcu 2021 socjalistyczny rząd Pedra Sáncheza (korzystający w parlamencie ze wsparcia katalońskich separatystów z ERC) podjął wzbudzającą kontrowersje decyzję o ułaskawieniu dziewięciu katalońskich polityków, w tym Oriola Junquerasa.

## Wybrane publikacje
- Els catalans i Cuba
- La presó model de Barcelona
- La batalla de l'Ebre
- Manel Girona
- Banc de Barcelona
- Canal d'Urgell